# Mount Rainier National Park
Mount Rainier National Park er en nationalpark i USA beliggende i det sydøstlige Pierce County og nordøstlige Lewis County i delstaten Washington. Den blev etableret 2. marts 1899 som den femte nationalpark i USA. Nationalparken omfatter omkring 957 kvadratkilometer land, herunder hele Mount Rainier, en 4.390 meter høj stratovulkan. Bjerget stiger brat fra det omgivende landskab i 490 meters højde. Bjerget udgør den højeste tinde i Cascades-bjergkæden, og omkring det findes dale, vandfald, subalpine blomsterenge, urskove og mere end 25 gletsjere. Vulkanen omgives ofte af skyer, der øser enorme mængder af regn og sne over bjerget hvert år, og gemmer det fra skarer af besøgende der kommer til parken hver weekend.